# 爱可视
愛可視（Archos）是法國一家行動通訊終端裝置研製與軟件開發的企業，於1988年成立。

## 外部連結
- （英文）愛可視全球官網 （页面存档备份，存于）
- （法文）愛可視法國官網 （页面存档备份，存于）

Template:CAC Small 90